# Раївський мисливський палац
Раївський палац — зразок архітектури доби класицизму на Тернопільщині. Розташований у колишньому селі Рай — тепер мікрорайоні міста Бережани.

## Історія споруди
Саме перший власник Раю з Потоцьких — Александер Станіслав — наказав на місці старого мисливського замку, зруйнованого під час Північної війни у 1709 р., побудувати палац та створити навколо нього парк з рідкісними породами дерев та кущів, зі ставком, де б плавали лебеді. Колись палац прикрашали чотири башти на кожному з рогів будівлі та гарний фронтон. До наших часів ці декоративні прикраси не збереглися. Коли родина Потоцьких приїжджала до Раю, вхід на територію парку замикали — в інший же час вступ був вільний.

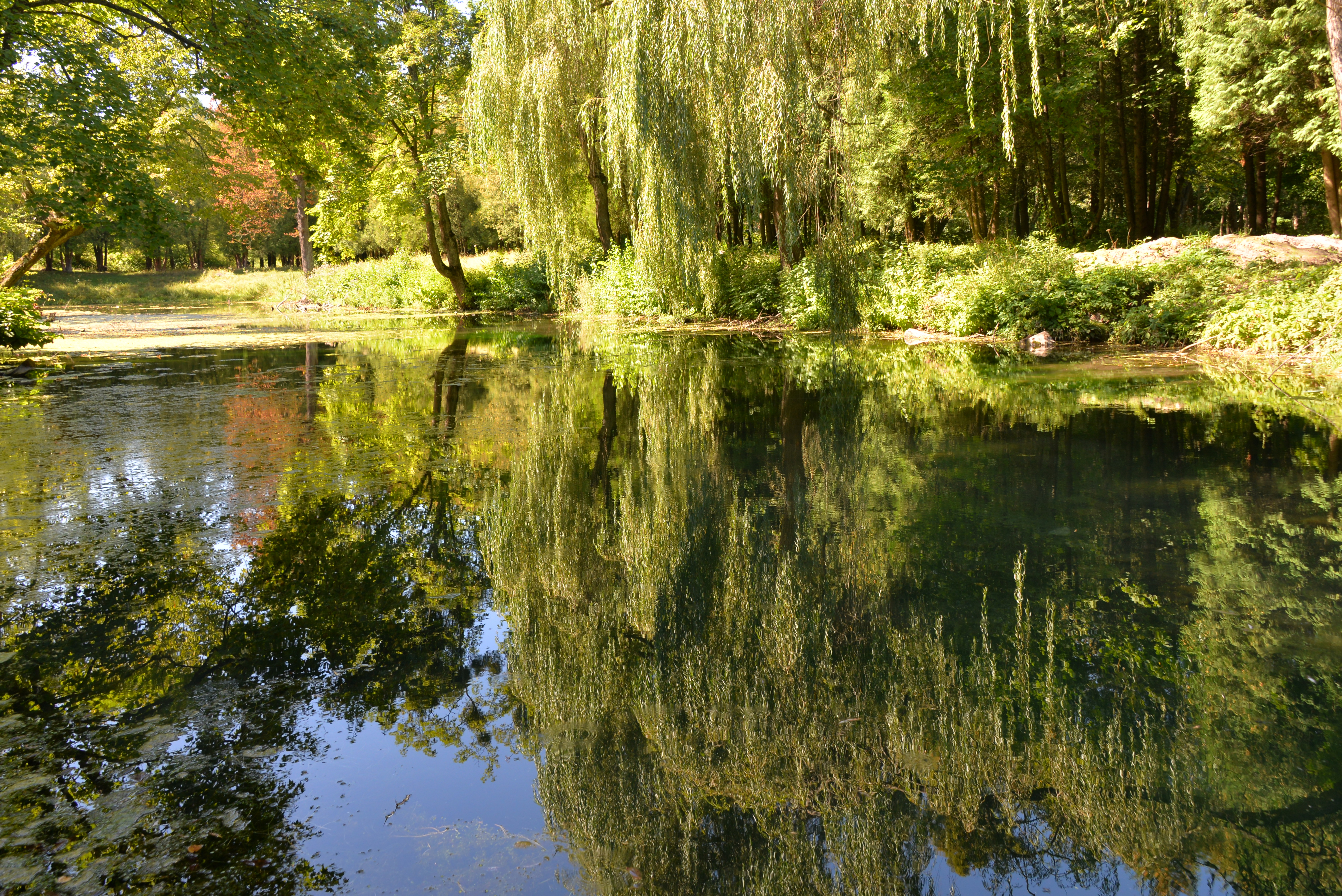
Каскад ставків у дендропарку з більш ніж 100 видами дерев

В палаці містилась досить велика бібліотека, там були рукописи ще з ХІІІ сторіччя, хроніки родів, присвячених представникам родини Сенявських. Складався цей книгозбір з творів 3030 авторів в 4032 томах та 544 брошурах. Одним з найцінніших екземплярів була Острозька біблія.
Саме під назвою «Палац Потоцьких» відомий нам палац у Раю, що зберігся до нашого часу. Хоча зведений він був у 1760–1770 рр. (на місці старого, зруйнованого), коли власницею Раю була Ельжбета Любомирська. Замок був значно перебудований у 2 пол. XIX століття у стилі класицизм. Потоцькі володіли замком до 1936 року.
За палацом були зведені стайні, де розводили скакунів. Відомо, що вже в 1818 р. палац був у занедбаному стані. В другій чверті XIX ст. палац перебудовано за проєктом архітектора Яна Рудського-Венджика на кошти Олександра Потоцького.
Відомо, що 1830 року село сильно постраждало від чуми. На могилі під лісом, де були поховані жертви пошесті, був насипаний горбок. Церкву в Раю побудовано 1878 р. Саме 1878 р. наступний власник місцевості Станіслав Потоцький погодився, щоб муровану кузню, що знаходилася біля парку, перебудували на церкву. Згодом його син, Якуб-Ксаверій, подарував громаді під будову нової церкви ділянку землі на початку села та допоміг коштами.
Будівля мисливського палацу значно постраждала під час обох світових воєн та частково втратила свій класицистичний декор. 1952 року будівля була капітально відремонтована. При цьому архітектурні оздоби будівлі були збережені лише частково.

## Втрачений велетень-дуб
Недалеко від палацу зберігся сухий стовбур стародавнього дуба віком близько 700 р. За народними переказами, 350 років тому під ним спочивав сам Хмельницький. За легендою, його називають ім'ям гетьмана. Обхват стовбура більш як 7 м.

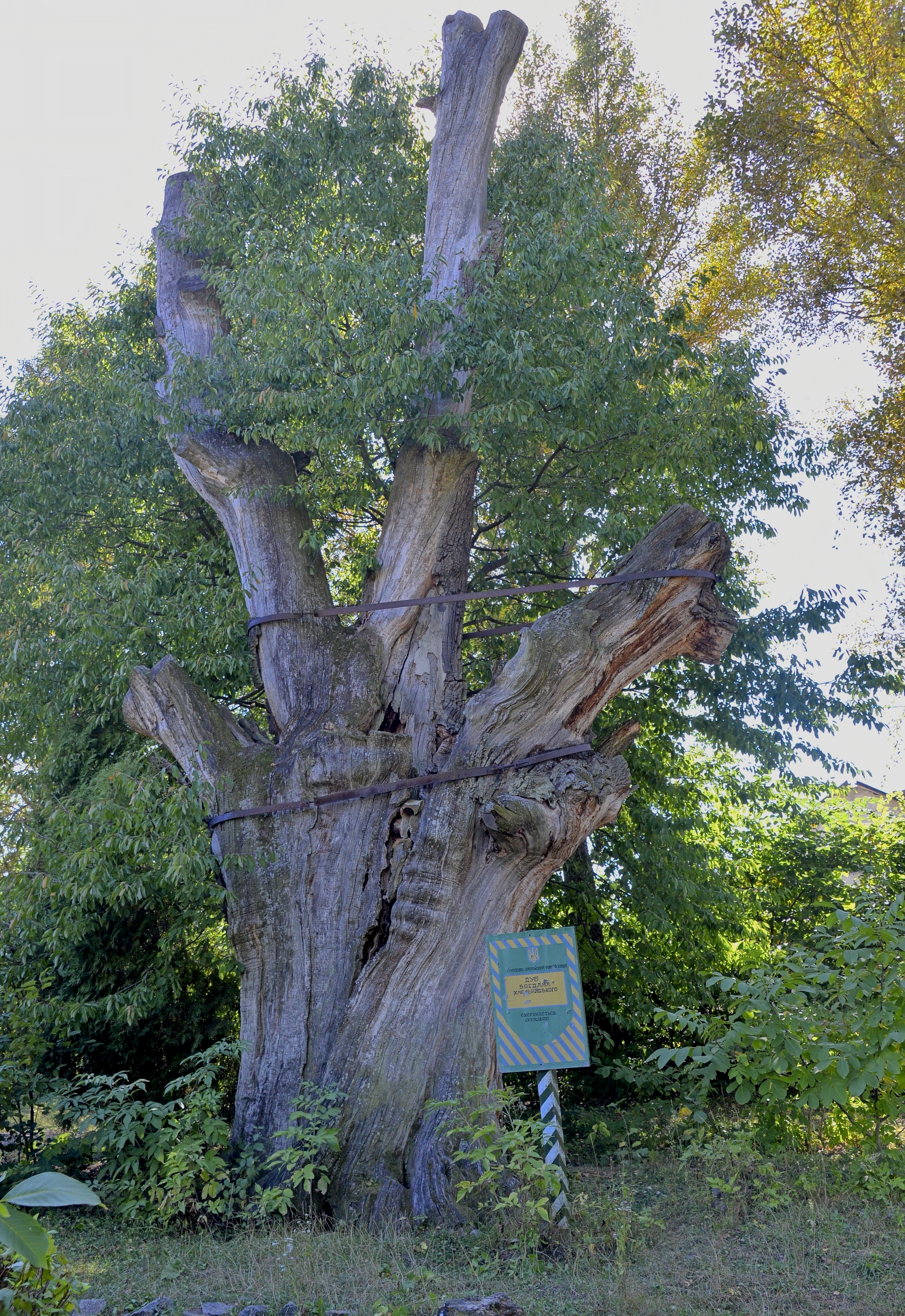
Сухий «Дуб Богдана Хмельницького» з природоохоронною табличкою коло нього

## Сучасний стан
Раївський палац, збудований у 1760-1770 роках, з розкішним парком довкола нього, у радянські часи використовували як інтернатний заклад, що потягло за собою значний занепад. Всередині фактично весь оригінальний інтер'єр був знищений. Там робили ремонти, прокладали комунікації, міняли дерев'яні елементи конструкції.
Від 1994 року будівля є у користуванні Тернопільсько-Зборівської єпархії УГКЦ. Там раніше працював заклад підтриманого проживання для людей з інвалідністю, але його перенесли через брак коштів на утримання приміщення. Будівля якийсь час пустувала і почала занепадати. Було затікання між поверхами, вода стікала не трубами, а по стінах.
Місцеві активісти взялися пристосувати приміщення до потреб вимушених попеселенців та врятувати історичну будівлю від руйнації. Згодом «Українська освітня платформа» облаштувала у будівлі прихисток для переселенців за проектом «Домівка». Для цього на косметичний ремонт, меблі та техніку скерували близько 30 тис. доларів від трьох різних іноземних донорів.
Організація переселенців з різних регіонів виконала необхідні ремонтні роботи, переробили опалення, всередині провели косметичні ремонти, обробили стіни від грибка і плісняви, облаштували санвузли і кухню.
На загальній площі двоповерхового палацу у 500 м2 зараз є 9 окремих кімнат по 12-15 м2 кожна, дві загальні кімнати у режимі гостелу. Загальною є кухня, їдальня, чотири санвузли (по два на кожному поверсі). В палаці розміщаються близько 30 людей, але їхній склад постійно міняється. 
Заселення спорожнілого приміщення пам’ятки архітектури врятувало історичну архітектуру від руйнації, а після повернення вимушених переселенців додому відновлені приміщення служитимуть потребам місцевих громад.